# Абраньи, Корнель (композитор)
Корнель Абраньи (венг. Ábrányi Kornél, фамилия при рождении Эрдег фон Ласлофальва-унд-Микефёльд, венг. Eördegh von Lászlófalva und Mikeföld; 1822—1903) — венгерский пианист, композитор, журналист, музыковед

 и музыкальный педагог.

## Биография
Корнель Абраньи родился в местечке Сент-Дьёрдь-Абрань в медье Хайду-Бихар в семье крупного землевладельца. Получил домашнее образование, учился музыке у Яноша Кирха и Вильмоша Доленьи, в 1841 г. опубликовал своё первое сочинение под названием «Венгерская фантазия» (венг. Magyar ábránd). Затем в 1843 г. отправился в Париж совершенствовать исполнительское мастерство под руководством Фредерика Шопена и Фридриха Калькбреннера, в 1846 г. также занимался в Вене у Йозефа Фишхофа. Композицию изучал у Михая Мошоньи. Впоследствии в своём музыкальном творчестве Абраньи опирался на традиции вербункоша, чему немало способствовало его общение с Яношом Лавоттой, Марком Рожавёльдьи и Яношом Бихари, которых он знал с детства.
Вернувшись на родину, Абраньи выступал в музыкальных театрах (1847), а во время событий 1848—1849 гг. занимал различные посты в новом революционном правительстве.
В 1860 году Абраньи основал в венгерской столице первый национальный музыкальный журнал «Zeneszeti Lapok» («Музыкальный листок»), который издавался более 15 лет; всё это время он был его сотрудником и редактором.
Абраньи был одним из инициаторов создания Музыкальной академии в Пеште и с момента её открытия занимал в ней должность профессора, пока не вышел на покой в 1888 году.
Писал ноктюрны, фантазии, танцы (обработка народных мелодий), хоры и романсы на слова венгерских поэтов. Несколько мелодий Абраньи были обработаны Ференцем Листом.
Абраньи известен также как автор ряда учебных пособий, музыкально-теоретических и эстетических работ, в том числе посвящённых творчеству Листа, Шопена, Мошоньи, Ф. Эркеля, Г. Берлиоза, Р. Вагнера. В 1900 году он опубликовал монографию «Венгерская музыка XIX века» (венг. A magyar zene a 19-ik században) — первый обзорный труд по данной теме. Широкий резонанс вызвала его статья «Влияние Революции на венгерскую песню» (венг. A forradalom befolyása a magyar dalra; 1867). Кроме того, перевёл на венгерский язык ряд оперных либретто, в том числе для будапештской премьеры оперы Жоржа Бизе «Кармен».
Как композитор проявил себя главным образом в фортепианной  музыке (фантазии, ноктюрны, танцы, обработки народных мелодий). Писал также романсы на слова венгерских поэтов, песни, хоры.
Корнель Абраньи умер 20 декабря 1903 года в городе Будапеште.
Был женат дважды; его первую жену звали Жозефина, вторую Клементина (1858—1932). Дети были только от первого брака — два сына: Корнель (1849—1913) — писатель и журналист (псевдоним Kakai Aranyas) и Эмиль (1851—1920) — поэт, журналист, театральный критик. Его внуком был композитор Эмиль Абраньи (1882—1970).